# Antoni Bolesław Lewandowski
Antoni Bolesław Lewandowski (ur. 4 sierpnia 1892 w Worytach, zm. 29 sierpnia 1943 w Błędowie) – polski polityk i działacz społeczny, drogista, poseł na Sejm II i III kadencji w II RP z ramienia Związku Ludowo-Narodowego oraz Stronnictwa Narodowego.

## Życiorys
Ukończył szkołę drogistowską w Olsztynie. Do 1919 przebywał na emigracji w Niemczech. W okresie międzywojennym prowadził drogerię w Bydgoszczy. Był Prezesem Towarzystwa Kupców oraz członkiem Zarządu Głównego Związku Towarzystw Kupieckich na Okręg Nadnotecki i członkiem Izby Przemysłowo-Handlowej. Był radnym Rady Miejskiej w Bydgoszczy w latach 1921–1933, gdzie do 1933 roku przewodniczył komisji finansowo-budżetowej. W 1928 uzyskał mandat posła z listy nr 24 (Lista Katolicko-Narodowa) w okręgu wyborczym nr 33 (Gniezno). W 1930 uzyskał reelekcję, ale utracił mandat orzeczeniem Sądu Najwyższego z dnia 3 marca 1930 roku o unieważnieniu wyborów w okręgu wyborczym nr 33. Mimo to został ponownie wybrany 1 czerwca 1930. W II kadencji pracował w komisjach robót publicznych i skarbowej, zaś w III w komisji spraw zagranicznych. Angażował się w działalność polityczną w pomorskich komórkach Związku Ludowo-Narodowego, a następnie Stronnictwa Narodowego, którego był prezesem na teren powiatu Bydgoszcz. W 1928 uczestniczył w zjeździe organizacyjnym Zrzeszenia Rodaków z Warmii, Mazur i Ziemi Malborskiej w Bydgoszczy, gdzie według jego pomysłu przyjęto rezolucję, w której domagano się przyspieszenia akcji przydzielania gospodarstw uchodźcom z terenów Prus Wschodnich. W 1937 roku został odznaczony Medalem Niepodległości, a w 1938 Krzyżem Niepodległości.
Po wybuchu II wojny światowej ukrywał się pod fałszywym nazwiskiem – Bolesław Romański. Od jesieni 1942 roku mieszkał w Błędowie. Tam zmarł na atak serca i został pochowany na miejscowym cmentarzu. W 2008 roku jego prochy przeniesiono do grobu rodzinnego na Cmentarzu Starofarnym w Bydgoszczy.

## Rodzina
Był synem Andrzeja i Barbary z domu Siwoń. Jego żoną była Anna z Gburkowskich, z którą miał synów: Witolda (ur. 1917), Janusza Antoniego (ur. 1919) oraz córki: Halinę (ur. 1923) i Krystynę (ur. 1928).